# Rondônia
Rondônia (/xõ.'dõ.ni.a/ hoặc /ʁõ.'ðo.ni.ɐ/) là một bang thuộc Brasil, nằm ở phần lãnh thổ phía tây Bắc của đất nước này. Về phía Tây, Rondônia giáp bang Acre, về phía bắc, giáp Amazonas, về phía đông giáp Mato Grosso và phía nam là các khu Pando, Beni, Santa Cruz của Bolivia. Thủ phủ của bang là Porto Velho; tên gọi Rondônia như ngày nay được phỏng theo tên của Candido Rondón. Phần lớn diện tích được bao phủ bởi rừng nhiệt đới Amazon. Rondônia có hai công viên quốc gia nổi tiếng là Chapada dos Parecis và the Serra do Pacaás; ở Rio Madeira, có rất nhiều loài cây cổ thụ và quần xã động vật, trong đó, đặc trưng nhất là các loài chim lạ.

## Địa lý
Rondônia ban đầu được bao phủ bởi hơn 200,000 km² rừng rậm nhiệt đới nhưng hiện nay nó đang trở thành điểm phá rừng nhiều nhất ở vùng Amazon. Con số thống kê cho thấy vào năm 2003, khoảng 70,000 km² rừng rậm nhiệt đới bị tàn phá.
Khu vực xung quanh con sông Guaporé là một phần của vùng thảo nguyên sinh thái Beni.
Bang Rondônia còn có con đập Samuel nằm trên sông Jamari.